# С-75 Двина
„С-75 Двина“ (натовско наименование SA-2 Guideline) е съветска управляема противовъздушна ракета с наземно базиране. Влиза в употреба през 1957 г. Превръща се в най-разпространената ракета в света от този тип.

## Описание
С-75 е двустепенна, чиято първа степен е твърдогоривна, а втората степен е течногоривна и използва димяща червена азотна киселина като окислител. Ракетата разполага с шест чифта стабилизатори. Най-големите са прикрепени към първата степен, а най-малките се намират около бойната глава.
Командването се осъществява посредством радиовръзка на три различни честоти (по принцип се изстрелват три ракети срещу една цел).
Бойната глава е с тегло от 195 кг с командно, контактно или сензорно взривяване. Взривът нанася поражение в радиус от 65 метра на малки височини и до 250 метра на големи височини. Съществува разновидност на С-75, която пренася ядрена бойна глава с тегло от 295 кг и заряд от 15 кт.
Обсегът на ракетата е от 500 метра до 45 километра.

## Разработване
През 1950-те години САЩ усилено разработват реактивни бомбардировачи с цел пренасяне на ядрени оръжия. По онова време СССР разполаг с огромен брой противовъздушни оръдия, които обаче са с ниска ефективност срещу бомбардировачи като Б-47 и Б-52.
Затова в СССР решават да разработят противовъздушен ракетен комплекс, който да може да унищожава вражеските самолети. Дизайнерското бюро на Лавочкин създава план за ракета и работата по нея започва през 1953 под ръководството на Пьотър Грушин. С-75 е показана за първи път на парада по случай 1 май през 1957 година в Москва.
Тя не заменя по-старата С-25 Беркут, но измества някои видове ПВ оръдия. Между 1958 и 1964 американското разузнаване открива около 600 ракетни площадки, пръснати из целия СССР. В средата на 60-те години руснаците спират разполагането на С-75, като в страната вече има над 1000 площадки. Ракетни комплекси са продадени на десетки страни – всички държави от Варшавския договор, Югославия, Китай, КНДР, Египет, Сирия, Ирак, Северен Виетнам, Йемен и много други.
Принципното разположение на установките е в шестоъгълна формация, наподобяваща атомният модел на Нилс Бор. В повечето страни организацията е следната: полк, включващ 3 батальона, всеки от които има няколко батареи. Полкът отговаря за радарните установки за ранно предупреждение, а по-нисшите единици за засичането и свалянето на самолети.

## Използване
Може би най-яркият пример за способностите на С-75 е свалянето на американския пилот Гари Пауърс на 1 май 1960 докато изпълнява шпионска мисия над СССР. Впоследствие той е пленен, а по-късно разменен за съветския шпионин Рудолф Абел.
Първото успешно сваляне на летателен апарат със С-75 обаче е осъществено от китайците на 7 октомври 1959, когато свалят тайвански разузнавателен самолет над околностите на Пекин. В следващите години Тайван губи още много самолети от китайски ракети С-75.
През 1962 г. в Куба свалят американски разузнавателен самолет, управляван от майор Рудолф Андерсън.
Най-масивното използване на комплекса е по време на Виетнамската война. През 1965 г. Виетнам иска спешна помощ от СССР, тъй като не разполага с никакви защитни средства срещу въздушното превъзходство на САЩ. След известни спорове Москва се съгласява да построи ракетни площадки в Северен Виетнам. Американското разузнаване разбира за това на 5 април 1965, малко след началото на строителните работи и доставката на установките. Военните настояват за удар по площадките преди те да бъдат въведени в експлоатация, но от САЩ отказват от страх, че при атаките може да загинат съветски инженери и работници.
На 23 юли 1965 г. виетнамците свалят американски Ф-4, в отговор на което САЩ осъществяват операция „Желязна ръка“ и започват масирани бомбардировки над Северен Виетнам, но с малък успех. Седмица по-късно американският президент Линдън Джонсън в свое телевизионно обръщение казва, че една от площадките ще бъде унищожена след седмица. След това изявление виетнамците заменят истинските ракети на площадките си с макети, а в близост разполагат стотици противовъздушни оръдия. В резултат на това противодействие американците загубват известен брой свои самолети.
Ирак успява да свали самолет Ф-14 през 1991 година, вероятно с ракета С-75.

## Противомерки
През 1966 САЩ започва разработването на ефективни противомерки срещу системата. Основната тактика на американците е обордуването на бомбардировачите с радарни заглушители и въоръжаването на изтребителите с ракети AGM-45 Шрайк. По-късно са създадени и специални самолети за пробив на противниковата ПВО на базата на F-100 Super Sabre, F-105 Thunderchief и F-4 Phantom II, наречени Wild Weasel (Уайлд Уийзъл, „дива невестулка“). СССР и Виетнам обаче успяват да преодолеят повечето от тези противомерки. Руснаците правят радарите си по-устойчиви на ЕПМ. Направени са и промени в насочващата система, при която ракетата може да се прицели в самия заглушител.
Ракетите Шрайк също се оказват лесни за преодоляване. Ако радарът на установката бъде насочен настрани, и после за кратко изключен, Шрайковете ще последват сигнала, който е излъчен в тази посока. След това ракетата просто ще се разбие в земята.

## Варианти
С-75 Двина
Базов модел
С-75М-2 Волхов-М
Разработка за употреба от Военноморските сили. Слабоефективна и произвеждана в малки количества. Изведена от употреба.
С-75 Десна
Въведена в употреба през 1959. Подобрени радарни системи и по-голям обсег.
С-75М Волхов
Въведена в употреба през 1961. Ново поколение радари и насочващи системи; обсег до 43 км.
С-75М Волга
Модернизиран вариант от 1995 година.
HQ-1 (Hongqi/Хън ци)
Китайска версия с подобрени противомерки за борба срещу тайванските шпионски самолети (изведена от употреба).
HQ-2
Подобрен вариант на HQ-2 с обсег от 115 км и фазирана антена, която значително подобряващи общата ефективност на системата.
Кубински вариант
Установка С-75 монтирана върху шаси на танк Т-55, самоходен вариант.

## Оператори
- Азербайджан
- Алжир
- Армения
- Афганистан – стотици установки
- България – над 20 установки
- Виетнам – над 1000 установки
- Египет – 260 установки
- Зимбабве
- Индия
- Индонезия
- Ирак
- Казахстан
- Иран
- Китай
- Куба
- Либия – 90 установки
- Монголия
- Пакистан
- Полша – 240 установки
- Северна Корея – 40 до 240 установки
- Сирия
- Сомалия – десетина зле поддържани установки, използват се най-вече от Сомалиленд
- Сърбия